# 羅登貝格奧厄河

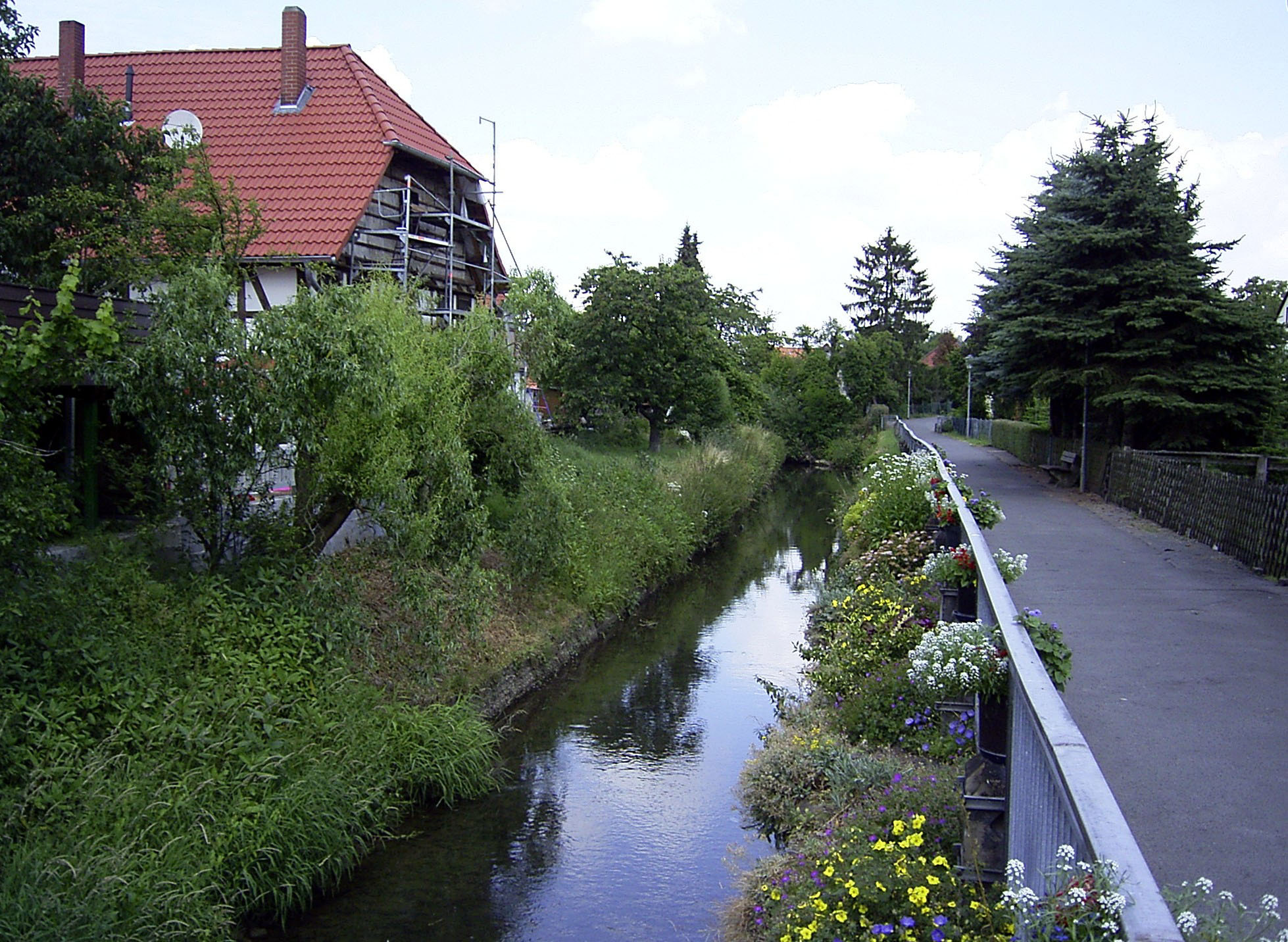

52°24′22″N 9°19′22″E / 52.406018°N 9.322736°E
羅登貝格奧厄河（德語：Rodenberger Aue），是德國的河流，位於該國西北部，由下薩克森州負責管轄，屬於西奧厄河的右支流，河道全長28公里，流域面積170平方公里，河口處在奥哈根。